# Палевицы
 Палевицы — село в Сыктывдинском районе Республики Коми, административный центр сельского поселения  Палевицы. 

## География
Расположено на правобережье Вычегды на расстоянии примерно 45 км по прямой от районного центра села Выльгорт на северо-запад.  

## История
Известна с 1586 года как деревня с 10 жилыми дворами и 2 пустыми. В 1804 году была построена кирпичная Покровская церковь (разобрана на кирпичи в 1939 году), в 1992 открыта новая Покровская церковь. В советское время работал колхоз «Первая пятилетка, совхоз «Палевицкий», ныне СПК «Палевицы».

## Население
Постоянное население  составляло 636 человек (коми 74%) в 2002 году, 612 в 2010 .